# Isothecium sericeum
Isothecium sericeum là một loài rêu trong họ Brachytheciaceae. Loài này được Hedw. Spruce mô tả khoa học đầu tiên năm 1847.